# Chmod
L'ordre chmod (abreviatura de l'expressió anglesa change mode) és una ordre de shell per canviar els permisos d'accés i els indicadors de mode especial dels fitxers (inclosos fitxers especials com ara directoris). El nom és l'abreviatura de change mode fa referència als permisos i indicadors col·lectivament.
L'ordre es va originar a la versió 1 d'AT&T Unix i era exclusiva dels sistemes operatius Unix i similars fins que es va portar a altres sistemes operatius com ara Windows (a UnxUtils) i IBM i.
En sistemes operatius Unix i similars a Unix, una crida al sistema amb el mateix nom que l'ordre, proporciona accés a les dades de control d'accés subjacents. L'ordre exposa les capacitats de la crida del sistema a un usuari de shell.
A mesura que creixia la necessitat de permisos millorats per al sistema de fitxers, es van afegir llistes de control d'accés a molts sistemes de fitxers per augmentar els modes controlats mitjançant chmod.
La implementació de chmod inclosa a GNU coreutils va ser escrita per David MacKenzie i Jim Meyering.

## Explicació
r (read) w (write) x (execute)
Els permisos d'un fitxer/carpeta s'escriuen de forma octal (amb nombres) o amb lletres (binari): S'agrupen en tres grups de tres dígits (usuari, grup, altres). En un servidor web apache amb Linux, l'usuari fa referència al propietari del fitxer o carpeta i els altres fa referència a l'apache (el servidor web).
- En el cas de fer-ho per lletres, s'utilitzen els caràcters r, w i x (mirar apartat anterior). I s'agrupen pels grups de tres dígits.

- En el segon cas, s'utilitzen les lletres, per arribar a la conclusió:

-rwxr-xr-x (fitxer típic de l'apache) -- ho passem a un binari simple (1 existeix, 0 no) → 111 101 101 -- Ara ho passem a números octals (sistema octal, tot i que els decimal dona el mateix resultat) ⇒ 111 → 7; 101 → 5; 101 → 5; → 755. Aquest és el nombre del permís traslladat a octal.

## Carpeta o fitxer?
Sabem que es tracta d'un fitxer quan al davant del permís (per exemple: -rwxrwx---, on guió és nul) quan el primer caràcter és un guió, si fos una carpeta, seria d

## Utilització shell Unix
Tot i que la sintaxi de l'ordre varia una mica segons la implementació, generalment accepta un únic valor octal (que especifica tots els bits de mode de cada fitxer) o una llista delimitada per comes d'especificadors simbòlics (que descriu com canviar els bits de mode existents de cada fitxer). Els arguments restants són una llista de camins als fitxers que s'han de modificar.
#chmod [u,g,o] +/- rwx

## Utilització Php 5
chmod ("arxiu", "0xxx") [on xxx són els tres nombres del permis]